# Женская сборная ЮАР по хоккею на траве
Женская сборная ЮАР по хоккею на траве — женская сборная по хоккею на траве, представляющая ЮАР на международной арене. Управляющим органом сборной выступает Ассоциация хоккея на траве Южной Африки (англ. South African Hockey Association).
Сборная занимает (по состоянию на 16 июня 2014) 11-е место в рейтинге Международной федерации хоккея на траве (FIH).

## Результаты выступлений

### Летние Олимпийские игры
- 2000 — 10-е место
- 2004 — 9-е место
- 2008 — 11-е место
- 2012 — 10-е место
- 2016 - не участвовали

### Чемпионат мира по хоккею на траве
- 1998 — 7-е место
- 2002 — 13-е место
- 2006 — 12-е место
- 2010 — 10-е место
- 2014 — 9-е место
- 2018 — 15-е место

### Игры Содружества
- 1998 — ниже 4-го места (не ранжировано)
- 2002 — 5-е место
- 2006 — 8-е место
- 2010 — 4-е место
- 2014 — 4-е место
- 2018 — 6-е место

### Мировая лига
- 2012/13 — 13-е место
- 2014/15 — 14-е место
- 2016/17 — 10-е место

### Чемпионат Африки по хоккею на траве
- 1990 — не участвовали
- 1994 —
- 1998 —
- 2005 —
- 2009 —
- 2013 —
- 2015 —
- 2017 —

### Всеафриканские игры
- 1995 —
- 1999 —
- 2003 —

### Чемпионат мира по индорхоккею
- 2003 — 10-е место
- 2007 — 12-е место
- 2011 — не участвовали
- 2015 —

## Текущий состав
Состав команды был объявлен 6 мая 2014 перед чемпионатом мира 2014, прошедшем в мае-июне в Гааге, Нидерланды.
Главный тренер: Giles Bonnet
| №  | Игрок              | Поз. | Возраст |
| -- | ------------------ | ---- | ------- |
| 2  | Vuyisanani Mangisa | GK   | 26      |
| 3  | Celia Evans        |      | 23      |
| 7  | Illse Davids       |      | 27      |
| 8  | Marsha Cox (c)     |      | 31      |
| 10 | Shelley Russell    |      | 26      |
| 11 | Marcelle Manson    |      | 29      |
| 12 | Dirkie Chamberlain |      | 27      |
| 13 | Lisa Deetlefs      |      | 26      |
| 14 | Kelly Madsen       |      | 24      |

| №  | Игрок               | Поз. | Возраст |
| -- | ------------------- | ---- | ------- |
| 15 | Pietie Coetzee      |      | 35      |
| 18 | Anelle van Deventer | GK   | 20      |
| 19 | Lilian du Plessis   |      | 21      |
| 20 | Nicolene Terblanche |      | 26      |
| 22 | Kathleen Taylor     |      | 29      |
| 23 | Bernadette Coston   |      | 24      |
| 28 | Quanita Bobbs       |      | 20      |
| 29 | Tarryn Bright       |      | 31      |
| 30 | Sulette Damons      |      | 24      |